# Tourinsk
Tourinsk (en russe : Туринск) est une ville de l'oblast de Sverdlovsk, en Russie, et le centre administratif du raïon de Tourinsk. Sa population s'élevait à 17 355 habitants en 2013.

## Géographie
Tourinsk se trouve sur la rive droite de la rivière Toura, près de son point de confluence avec la Iarlynka. Elle est située à 57 km au nord-est d'Irbit, à 230 km au nord-est de Iekaterinbourg et à 1 596 km à l'est de Moscou.

## Histoire

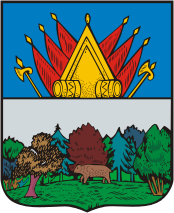
Ancien blason de la ville (1785)

Tourinsk a été établie en 1600 sur l'emplacement de l'ancien village Khantys de Iepanchine, qui avait été rasé par le Cosaque Yermak Timofeyevitch en 1581. C'était au cours de la première moitié du XVIIe siècle une étape importante de la Route de Sibérie : elle obtint le statut de ville en 1689 ; puis au cours du siècle suivant, elle perdit son importance en tant que carrefour commercial.
Malgré cela, elle demeura jusqu'au début du XXe siècle un centre artisanal réputé pour la menuiserie, la passementerie et la fabrication d’icônes.
Les Soviétiques y établirent en 1941 le camp 197 destiné aux prisonniers allemands.

## Population
Recensements (*) ou estimations de la population
| 1856  | 1897* | 1913  | 1926* | 1931  |
| ----- | ----- | ----- | ----- | ----- |
| 3 700 | 3 167 | 4 300 | 4 493 | 5 500 |

| 1939*  | 1959*  | 1970*  | 1979*  | 1989*  |
| ------ | ------ | ------ | ------ | ------ |
| 10 444 | 18 838 | 22 216 | 22 899 | 23 189 |

| 2002*  | 2010*  | 2012   | 2013   | 2014 |
| ------ | ------ | ------ | ------ | ---- |
| 19 313 | 17 925 | 17 630 | 17 355 | -    |